# 풀잠자리과
풀잠자리과는 풀잠자리목 풀잠자리과의 곤충을 말한다. 풀잠자리가 풀잠자리과에 속한다.

## 생태
풀잠자리는 여름에 볼 수 있는 녹색의 곤충으로 진딧물을 잡아먹는다. 애벌레도 진딧물의 천적으로 진딧물의 체액을 빨아먹은 뒤 그 껍데기를 위장을 위해 몸에 붙인다. 그래서 미국과 한국에서는 풀잠자리를 진딧물 소탕을 위한 천적상품으로 판매하기도 한다. 간혹 알을 불교에서 말하는 설화속의 꽃 우담바라로 혼동하기도 한다.